# Thomas Thieme
Thomas Thieme (29 de outubro de 1948 em Weimar) é um ator alemão de teatro e cinema.

## Início
Thieme se formou na Escola Nacional de Drama, em Berlim Oriental. Depois, seguiu compromissos no teatro Magdeburg e no teatro Halle. Em 1981 Thieme queria ir para Berlim Ocidental e, apesar de muitos entraves, em 1984 a RDA emitiu uma "saída jurídica". De 1984 a 1990 ele trabalhou em Frankfurt em peças como Die Mütter e Eduardo II. Em 1998, ele retornou a Viena interpretando "Kasino am Schwarzenbergplatz" um brilhante Eduardo II, com direção de Claus Peymann. Um ano mais tarde, mudou-se para o Deutsche Schauspielhaus em Hamburgo, onde ele foi para o seu papel de Ricardo III na peça Batalhas! que lhe deu o prêmio de ator do ano em 2000.
Thieme ainda trabalhou em diversas produções de televisão e filmes. Além disso, ele teve várias aparições em alguns seriados, entre eles: Tatort, Wolffs Revier, Balko e Schimanski.

## Filmografia
- 1974: Lotte in Weimar
- 1994: Lemgo
- 1999: Fette Welt
- 2001: Taking Sides – Der Fall Furtwängler
- 2003: Eierdiebe
- 2004: Der Untergang
- 2006: Das Leben der Anderen
- 2007: Der geheimnisvolle Schatz von Troja
- 2007: Duell in der Nacht
- 2008: Tatort
- 2008: Der Baader Meinhof Komplex

## Prêmios
- Ator do Ano 2000 pela interpretação de Ricardo III em Batalhas! no teatro Schauspielhaus de Hamburgo, dirigida por Luk Perceval.